# آق‌تالا
آق‌تالا (همچنین رودنیکوکا) روستا و بخشی است در شهرستان خاچماز در جمهوری آذربایجان. جمعیت این روستا ۳۷۷ نفر است.